# Economic value added
Economic value added (forkortes ofte EVA) er et økonomisk udtryk, der benyttes bl.a. inden for styring og kontrol af økonomi i virksomheder.
Tallet minder meget om residualindkomsten, men er renset for den støj, der kan være tilført af eksterne regnskabsprincipper.
EVA = Overskud korrigeret -(investeret kapital korrigeret * WACC
WACC = Vægtet gennemsnitsomkostning på kapital (med risikotillæg indregnet)
| Økonomi | Spire Denne artikel om økonomi er en spire som bør udbygges. Du er velkommen til at hjælpe Wikipedia ved at udvide den. |